# بخش غرب سیانگ
بخش غرب سیانگ (به انگلیسی: West Siang district) یک منطقهٔ مسکونی در هند است که در آروناچال پرادش واقع شده‌است. بخش غرب سیانگ ۸٬۳۲۵ کیلومتر مربع مساحت و ۱۱۲٬۲۷۴ نفر جمعیت دارد.